# Bryum miniatum
Bryum miniatum là một loài Rêu trong họ Bryaceae. Loài này được Lesq. mô tả khoa học đầu tiên năm 1868.